# Cristo Envia São João e São Tiago em Missão Apostólica
Cristo Envia São João e São Tiago em Missão Apostólica é uma pintura a óleo sobre madeira da autoria provável do pintor português que se designa por Mestre da Lourinhã. Pintado entre 1520 e 1530 fez presumivelmente parte do Políptico do Convento de Santiago de Palmela.
A pintura pertence actualmente ao Museu Nacional de Arte Antiga de Lisboa.